# Антифат
Антифат (грч. Ἀντιφάτης) је у грчкој митологији било име више личности.

## Етимологија
Име Антифат има значење „говорник“.

## Митологија
- У Хомеровој „Илијади“ је био Тројанац, учесник тројанског рата, кога је убио Леонтеј.[2]
- Помиње се још један учесник тројанског рата, који је био један од јунака скривених у дрвеном коњу.[3]
- Према Аполодору, био је краљ Лестригонаца, канибала, који су уништили Одисејеву флоту при повратку из Троје.[4] Када је Одисеј са својом флотом стигао до његовог острва, наишао је на повољну луку, али која је имала преузак прилаз, те је Одисејев брод морао да се усидри ван ње. Одисеј је послао три човека како би боље упознали земљу уз коју су пристали, те су они покрај једног извора срели Антифатову кћерку која их је упутила ка очевом двору. Међутим, тамо је краљ убио једног од њих и појео га, док су друга двојица утекла. У међувремену су становници острва гађали бродове у луци великим камењем, тако да је Одисеју преостао само брод који је био укотвљен ван ње и са којим је наставио пут.[5][6] Родитељи Антифата нигде нису били наведени, али је претпоставка да је био Лестригонов син.[7]
- У Хомеровој „Одисеји“ и према Диодору, био је краљ трећине краљевства на Аргосу. Био је син Мелампода и Ифијанире, а ожењен Хипоконтовом кћерком Зеуксипом са којом је имао два сина; Оикла и Амфалка.[4]
- У Вергилијевој „Енејиди“, Антифат је био Енејин пратилац у Италији. Био је син Сарпедона и неке жене из Тебе. Убио га је Турно.[4]